# Рудня-Гацковка
Рудня-Гацковка (укр. Рудня-Гацьківка) — село на Украине, находится в Хорошевском районе Житомирской области.
Население по переписи 2001 года составляет 42 человека. Почтовый индекс — 12111. Телефонный код — 4145. Занимает площадь 0,42 км².

## Адрес местного совета
12111, Житомирская область, Хорошевский р-н, с.Крапивня, ул.Чапаева, 2